# Yaqut al-Musta'simi
Yāqūt al-Mustaʿṣimī (arabe : ياقُوت المُسْتَعْصِمي), également Yakut-i Mustaʿsimi, mort en 1298, était un célèbre calligraphe et le secrétaire du dernier calife abbasside Al-Musta'sim à Bagdad. Il continua ensuite sous les Mongols après la chute du califat abbasside en 1258. Il a codifié six styles calligraphiques de base de l'écriture arabe (le naskhī, le thuluth, le muḥaqqaq, le rayhānī, le riqāʿ et le tawqīʿ), prolongeant ainsi les travaux de Ibn Muqlah (886-940) et de Ibn al-Bawwab (XIe siècle).
La légende lui attribue la copie de 2001 corans,. 